# Kris Aquino
Kristina Bernadette Cojuangco Aquino (14 de febrer de 1971), més coneguda pel seu nom artístic Kris Aquino, és una presentadora de televisió, actriu, productora, patrocinadora de productes i empresària filipina. Coneguda com la "reina dels mitjans de comunicació" de les Filipines, Aquino va presentar nombrosos programes d'entrevistes i programes de concursos, va protagonitzar diverses pel·lícules i sèries de televisió. És la filla menor del senador Benigno Aquino i Corazón Aquino, qui fou presidenta de les Filipines. El seu germà Benigno Aquino III va ser també president de les Filipines, des de 2010 fins a 2016.
El seu debut cinematogràfic va ser a Pido Dida: Sabay Tayo i també va ser coneguda pels seus papers en les pel·lícules de terror Feng Shui i Sukob, que va ser la pel·lícula filipina més taquillera de 2006. També és coneguda com una de les principals patrocinadores de productes de celebritats i una filantropa que advoca per la conscienciació sobre el lupus, els drets del nen, els drets LGBT, l'apreciació de la cultura i l'art, la llibertat d'expressió i les reformes democràtiques.

## Infància i joventut
Aquino va néixer a Quezon City, Filipines, filla de Corazón i Benigno Aquino, que en aquell moment era senador del règim de Ferdinand Marcos. És la menor de cinc germans, els seus germans són: María Elena "Ballsy" Aquino-Cruz, Aurora Corazón "Pinky" Aquino-Abellada, l'expresident filipí Benigno Aquino III i Victoria Elisa "Viel" Aquino-Dee. Té ascendència xinesa, espanyola i kapampangana. Quan ella era un nadó, el seu pare va ser arrestat i empresonat; la seva mare va criar Aquino i els seus germans.
Durant les eleccions parlamentàries de 1978, quan el seu pare empresonat n'era candidat, Aquino, de set anys, va ser-ne la imatge en els mítings de campanya. Va aparèixer en la portada de The New York Times i en la portada de la revista Time. Aquino va realitzar la major part de l'escola primària als Estats Units, on la família estava exiliada. Quan tenia 12 anys, el seu pare va ser assassinat en la pista de l'Aeroport Internacional de Manila. Kris Aquino va tornar a les Filipines i va assistir a mítings contra el règim de Marcos.
Després de la Revolució filipina de 1986, que va destituir al president Marcos del poder, l'adolescent Aquino va començar a ser convidada en drames i comèdies de televisió, així com en programes d'entrevistes. Va fer el seu debut cinematogràfic amb l'actor i comediant Rene Requiestas a Pido Dida, que va ser un èxit de taquilla. Aquino va tenir una carrera estable i va aconseguir una nominació actoral per The Fatima Buen Story. Va protagonitzar una pel·lícula basada en un assassinat real, La masacre de Vizconde. El seu èxit financer i nombroses aparicions en pel·lícules criminals del mateix estil li van valer el sobrenom de "Reina de la massacre" per part dels crítics dels diaris.

## Educació
Aquino va acabar la seva educació primària en el Poveda Learning Center (ara Saint Pedro Poveda College) de Ciutat Quezón. Va estudiar secundària en el Col·legi San Agustín-Makati. Es va graduar per la Universitat Ateneu de Manila en 1992 amb una Llicenciatura en Literatura Anglesa.

## Carrera

### Televisió
Aquino va canviar la seva carrera actoral per una carrera televisiva com a presentadora de programes d'entrevistes del món de l'espectacle, amb el llançament del programa d'entrevistes Kris. Va ser produït per Viva Televisió al Canal 4 (en aquest moment anomenat PTV, va ser transferit a GMA Network, que tenia una societat amb Viva, i després que finalitzés el contracte de Viva amb PTV). Va ser en Startalk, el programa d'entrevistes orientat al món de l'espectacle de GMA Network, que va ser coanfitriona amb Boy Abunda i Lolit Solis.
Més tard es va unir a ABS-CBN i va dirigir el programa d'entrevistes matianl Today with Kris Aquino. Els següents van ser el programa d'entrevistes orientat al món de l'espectacle The Buzz juntament amb Boy Abunda i el programa de Game KNB?. De 2002 a 2004 va conduir el programa d'entrevistes Morning Girls amb Kris i Korina amb la coneguda periodista televisiva Korina Sánchez.
En 2007, Aquino es va prendre un descans al món de l'espectacle.
Aquino també va ser amfitriona de la franquícia filipina de Deal or no deal, que va formar part de la programació en horari estel·lar d'ABS-CBN, on també va aparèixer en la versió estatunidenca com a part d'un esdeveniment de Deal or No Deal "al voltant del món" organitzat per Howie Mandel al maig de 2008.
També va presentar Boy & Kris, un programa d'entrevistes matinal que va reemplaçar Homeboy, juntament amb Boy Abunda; Be Bench, un programa de cerca de models juntament amb Piolo Pascual; una altra franquícia de televisió, Wheel of Fortune, que va reemplaçar Kapamilya, Deal or No Deal i marca el seu retorn a The Buzz en 2014.
En 2011, Aquino va presentar Kris TV, un programa d'entrevistes d'estil de vida que es va transmetre als matins de dilluns a divendres per ABS-CBN. El programa es va desenvolupar des de juny de 2011 fins a l'abril de 2016.
També en 2011, va presentar la versió filipina de The Price is Right.

### Pel·lícules
Aquino va començar la seva carrera cinematogràfica en Regal Films, una de les companyies cinematogràfiques més antigues de les Filipines, apareixent en Pido Dida: Sabay Tayo. Les seves primeres aparicions cinematogràfiques inclouen la sèrie Pido Dida, en la qual va actuar al costat del comediant Rene Requiestas i va guanyar el seu primer premi de reina de taquilla. Més tard va passar a realitzar papers en pel·lícules de massacre, com a Vizconde Masacre, Myrna Diones Story, Elsa Castillo-Ang Katotohanan i Humanda Ka Mayor.
Inicialment va rebre elogis per la seva actuació a The Fatima Buen Story. Finalment va guanyar un premi a la millor actriu de repartiment per la pel·lícula Mano Po (2002, Regal Films), en la qual va interpretar a una filla submisa i de voluntat feble d'un ric clan filipino-xinès. També va aparèixer en la pel·lícula So... Felices juntos.
Les pel·lícules de major èxit comercial en la seva carrera inclouen Feng Shui, una producció de Star Cinema. Feng Shui es va realitzar aprofitant l'onada de pel·lícules de "terror a l'estil asiàtic" que es va estendre per tot el continent després de The Ring en 2002. Va ser la pel·lícula filipina més taquillera de 2004 i la segona pel·lícula més reeixida en general aquest any, al costat de Spider-Man 2. En 2006, Sukob, un altre thriller de terror, es va convertir en la pel·lícula filipina més taquillera de tots els temps, superant Ang Tanging Ina i Anak. També va protagonitzar al costat de Vice Ganda i Ai-Ai Delas Ales un altre èxit de taquilla, Sisterakas, una pel·lícula presentada en el Metro Manila Film Festival de 2012.
A l'agost de 2018, va aconseguir un paper en la pel·lícula de Hollywood Crazy Rich Asians, en la qual va interpretar a la princesa Intan.

## Vida personal
Aquino va tenir una relació de parella amb l'actor Phillip Salvador, amb qui va tenir el seu primer fill, Joshua.
En 2003, la seva relació amb el comediant Joey Márquez va ser molt publicitada després de la seva ruptura, en la qual Aquino va acusar Márquez de contagiar-la amb MTS.
Aquino es va casar amb el jugador professional de la PBA James Yap en una cerimònia de matrimoni civil el 10 de juliol de 2005 i va anunciar a l'any següent que estava embarassada, després d'una controvèrsia en 2006 sobre la infidelitat de Yap.
A l'abril de 2007, Aquino va donar a llum al seu segon fill, James Carlos "Bimby" Aquino Yap, Jr., a la ciutat de Makati.
En 2010, Aquino va anunciar que s'havia separat de Yap, citant raons personals, i va declarar que buscava l'anul·lació del matrimoni. Va ser al febrer de 2012 quan el seu matrimoni va ser declarat nul i sense efecte.
Aquino es va trobar enmig d'un altre escàndol públic en 2018, quan va realitzar per telèfon amenaces de mort al seu exgerent comercial, Nicko Falcis, mentre la seva relació comercial acabava gradualment. Això va ser després que ella va presentar nombrosos casos contra Falcis, la majoria dels quals van ser desestimats, i van estar sota mediació.

## Empreses de negocis
A part de la seva carrera televisiva i cinematogràfica, Aquino és propietària i administra diverses empreses. És copropietària de Lena Restaurant y Sencillo, un restaurant mexicà, així com de Roberto Antonio, una floristeria de luxe amb el seu soci Boy Abunda.
Va fundar una boutique i una agència en associació amb Abunda i altres personalitats com Nonon del Carmen i Agnes Maranan. La boutique i l'agència es deien MAD (un acrònim dels seus cognoms). És copropietària de Sierra Madre Water. Aquino també és propietària de nombroses franquícies d'establiments de menjar ràpid com Jollibee i Chowking i és propietària de Nacho Bimby (també conegut com Potato Corner), una empresa que està a nom del seu fill menor.
També és editora executiva d'una revista bimensual anomenada K! La revista Kris Aquino. Al desembre de 2009, Aquino va presentar la seva col·lecció per a la llar anomenada K Everyday. En associació amb ABS-CBN Licensing, K Everyday presenta col·leccions de cuina, utensilis de cuina, plàstic i papereria.

## Companyia de producció
En 2013, Aquino va establir una companyia de producció de cinema i televisió, i una distribuïdora de pel·lícules anomenada Kris Aquino Productions (o K Productions). Està administrada per Star Cinema, la companyia cinematogràfica més gran del país. La seva primera pel·lícula va ser Instant Mommy protagonitzada per Eugene Domingo. Va produir la pel·lícula debut del seu fill, My Little Bossings, en 2013.
A partir de 2010, ja havia començat a coproduir pel·lícules d'Star Cinema i que a més va protagonitzar, entre elles Dalaw (2010), Segunda Mano (2011) i Sisterakas (2012).
En 2015, Aquino va començar a produir vlogs en el seu propi lloc web, presentant específicament vlogs de cuina i viatges.